# Wesleyan Holiness Consortium
Wesleyan Holiness Consortium (WHC) är en paraplyorganisation för evangelikala kristna trossamfund som vill främja den helgelseförkunnelse som John Wesley och hans lärjungar spred.  
WHC har bildats i början av 2000-talet.

## Medlemskyrkor
- Assemblies of God i USA
- Brethren in Christ Church
- Christian & Missionary Alliance i USA
- Christian & Missionary Alliance - Kanada
- Church of God (Anderson)
- Church of God (Cleveland)
- Nazaréens kyrka
- Free Methodist Church
- Grace Communion International
- International Church of the Foursquare Gospel
- International Pentecostal Holiness Church
- Shield of Faith Fellowship of Churches
- Evangelical Church in North America (ECNA)
- Frälsningsarmén i USA
- Förenade Metodistkyrkan
- Wesleyanska kyrkan[2]